# Danny Concannon
Daniel "Danny" Concannon es un corresponsal ficticio del Washington Post en la Casa Blanca interpretado por Timothy Busfield en la serie de televisión El Ala Oeste de la Casa Blanca. La primera aparición del personaje de Danny tiene lugar en el tercer capítulo de la primera temporada, "Una respuesta proporcional", donde menciona que lleva los últimos siete años como periodista encargado de cubrir las informaciones de la Casa Blanca, además de haber seguido la campaña de Bartlet para las elecciones de 1998.
Independientemente del romance lleno de altibajos que mantiene con la secretaria de Prensa de la Casa Blanca y posterior jefa de Gabinete C.J. Cregg, Danny parece ser el corresponsal en la Casa Blanca que más simpatiza con la administración encabezada por el presidente Josiah Bartlet, con quien mantiene una buena relación, así como con miembros de su equipo como son el Jefe de Gabinete Leo McGarry, el Asistente Personal del Presidente Charlie Young y, en particular, el Adjunto al Jefe de Gabinete Josh Lyman.
Sin embargo, Danny ha sido el primero en sacar a la luz algunas de las historias más controvertidas surgidas en la Casa Blanca de Bartlet, además de mostrar cierta disposición para criticar al gabinete si lo cree adecuado. En su primera aparición le dice a C.J. que sabe que Sam Seaborn tiene por amiga a una señorita de compañía, aunque finalmente decide dejarlo correr, aunque advierte a C.J. diciéndole: "no todos son tan buenos chicos como yo", predicción que se haría cierta cuando un tabloide publicó la historia un meses después. En los últimos capítulos de la primera temporada la figura de Danny se vuelve destacada por haber conseguido un informe redactado por la Asesora de Medios Mandy Hampton cuando trabajaba para un oponente. El documento en cuestión enumeraba todas las debilidades y deficiencias de la administración Bartlet.  Aunque C.J. suplicó a Danny que no publicase la historia, esta vez consideró que el hecho sí era noticia y debía difundirlo, lo que provocó un breve distanciamiento en su relación como se puede ver en "Dejad que Bartlet sea Bartlet".
En el comienzo de la segunda temporada Danny recibe una oferta de sus jefes de pasar a la sección de Editoriales del The Washington Post. C.J. esperaba que aceptase, pudiendo así liberarse de los prejuicios que añadía a la relación que él fuera reportero en la Casa Blanca, pero finalmente declinó la oferta. Tiempo después parece que ha sido enviado como corresponsal a algún otro lugar porque no interviene en ningún capítulo de la tercera temporada ni en la primera parte de la cuarta. Su retorno de produce en el capítulo 11 de dicha temporada, titulado "Noche de Paz", dándole una sorpresa a C.J. cuando esta se está vistiendo de Santa Claus. Sin embargo el dulce momento se amarga cuando Danny le confiesa que tiene pruebas de que los Estados Unidos están detrás de la muerte de Abdul Shareef. Ese había sido el motivo de su ausencia, la cual se prolongará hasta el final de temporada. Se había dedicado a investigar dicha muerte, aunque finalmente Leo McGarry le convenció para que parase al comentarle que suponía una amenaza para la seguridad nacional.
En la cuarta temporada a Danny le es concedido el Premio Pulitzer; la reacción de C.J. es que "lo ha ganado desde la cuarta fila [de la Sala de Prensa de la Casa Blanca]" y que, como el presidente Bartlet, se ha licenciado en la Universidad de Notre Dame. Aparentemente escribió una biografía de la primera dama Abigail Bartlet, o al menos eso se desprende de un comentario que le hace el presidente en la primera temporada.
En la séptima temporada se descubre que Danny y C.J. Cregg se han casado y viven con sus hijos en Santa Mónica, California.
- Datos: Q17075849